# Resident Evil (Fernsehserie)
Resident Evil ist eine Horrorserie, die im Juli 2022 bei Netflix veröffentlicht wurde. Sie basiert lose auf der gleichnamigen Videospielreihe und ist nach der Real- und Animationsfilmreihe, der animierten Serie sowie dem Film Resident Evil: Welcome to Raccoon City eine weitere Leinwandumsetzung derselben. Aufgrund niedriger Einschaltquoten sowie schlechter Bewertungen bestellte Netflix keine zweite Staffel.

## Handlung
Die Serie berücksichtigt wesentliche Kernelemente der Videospielreihe, etwa die Zerstörung Raccoon Citys im Jahr 1998, den Zerfall der Umbrella Corporation in den Jahren 2003 bis 2004 oder den Tod Albert Weskers 2009. Ihre Handlung spielt überwiegend in den Jahren 2022 und 2036 und dreht sich zunächst um die zweieiigen Zwillingsschwestern Billie und Jade Wesker. Den zuvor genannten Elementen folgend, klonte sich Wesker vor seinem Tod selbst, eine dieser Kopien dient den beiden Mädchen als Vater, über eine Mutter ist nichts bekannt. Die Familie zieht im Jahr 2022 ins südafrikanische New Raccoon City, eine Planstadt für Mitarbeiter der Umbrella Corporation und ihre Familien. In einer Forschungseinrichtung Umbrellas bekleidet Albert Wesker fortan eine höhere Position und widmet sich der Forschung an einer Biowaffe namens T-Virus.
Im Jahr 2036 führte ein Ausbruch des T-Virus dazu, dass die Weltbevölkerung bis auf 300 Millionen Menschen in Zombies verwandelt wurde. Jade Wesker setzt die Forschungen ihres Vaters fort und kämpft fortan gegen den Virus sowie die Umbrella Corporation, die mittlerweile mächtigste Organisation der Welt.

## Besetzung und Synchronisation
Die deutschsprachige Synchronisation entstand nach den Dialogbüchern von Carsten Bengelsdorf und Daniel Faltin unter der Dialogregie von Max Felder im Auftrag der Eclair Studios Germany.
| Rolle                                                        | Zeit           | Darsteller               | Synchronsprecher       |              |
| Hauptfiguren                                                 | Hauptfiguren   | Hauptfiguren             | Hauptfiguren           | Hauptfiguren |
| ------------------------------------------------------------ | -------------- | ------------------------ | ---------------------- | ------------ |
| Jade Wesker                                                  | 2022           | Tamara Smart             | Celina Gaschina        |              |
| Jade Wesker                                                  | 2036           | Ella Balinska            | Katharina Schwarzmaier |              |
| Billie Wesker                                                | 2022           | Siena Agudong            | Zalina Sanchez Decke   |              |
| Billie Wesker                                                | 2036           | Adeline Rudolph          | Marie-Isabel Walke     |              |
| Evelyn Marcus                                                | 2005/2022/2036 | Paola Núñez              | Sonja Spuhl            |              |
| Dr. Albert „Al“ Wesker Bert Wesker Alby Wesker Albert Wesker | 2005/2022/2036 | Lance Reddick            | Oliver Stritzel        |              |
| Nebenfiguren                                                 |                |                          |                        |              |
| Richard Baxter                                               | 2036           | Turlough Convery         | Marius Clarén          |              |
| Simon Marcus                                                 | 2022           | Connor Gosatti           | Nicolas Rathod         |              |
| Arjun Batra                                                  | 2022/2036      | Ahad Raza Mir            | Johannes Raspe         |              |
| Bea                                                          | 2022/2036      | Ella Zieglmeier          | Elisa Reiß             |              |
| Angel Rubio                                                  | 2022           | Pedro de Tavira Egurrola | Carlos Lobo            |              |